# 小行星3738
小行星3738（英語：3738 Ots）是一颗围绕太阳公转的小行星。1977年8月19日，尼古拉·切爾尼赫在克里米亚发现了此天体。
这颗小行星的绝对星等为269.6629491649682等。